# Limnoria hicksi
Limnoria hicksi är en kräftdjursart som beskrevs av Marilyn Schotte 1989. Limnoria hicksi ingår i släktet Limnoria och familjen borrgråsuggor.
Artens utbredningsområde är havet kring Nya Zeeland. Inga underarter finns listade i Catalogue of Life.